# Збучин (гмина)
Збучин (пол. Zbuczyn) — сельская гмина (уезд) в Польше, входит как административная единица в Седлецкий повет, Мазовецкое воеводство. Население — 10 086 человек (на 2004 год).

## Демография
| Перепись                       | Всего   | Всего | Женщины | Женщины | Мужчины | Мужчины |
| ------------------------------ | ------- | ----- | ------- | ------- | ------- | ------- |
| Единицы                        | человек | %     | человек | %       | человек | %       |
| Население                      | 10 086  | 100   | 5047    | 50      | 5039    | 50      |
| Плотность населения (чел./км²) | 47,9    | 47,9  | 23,9    | 23,9    | 23,9    | 23,9    |

## Сельские округа
1. Борки-Косы
2. Борки-Вырки
3. Бзув
4. Хоя
5. Хромна
6. Целеменц
7. Чурылы
8. Дзевуле
9. Грохувка
10. Гродзиск
11. Издебки-Блажее
12. Издебки-Косны
13. Издебки-Космидры
14. Издебки-Вонсы
15. Янушувка
16. Ясёнка
17. Карче
18. Кшеск-Крулёва-Нива
19. Кшеск-Майёнтек
20. Квасы
21. Липины
22. Люцынув
23. Ленчноволя
24. Луги-Рентки
25. Луги-Вельке
26. Мацеёвице
27. Моджев
28. Оленды
29. Погонув
30. Рувце
31. Жонжев
32. Смолянка
33. Собиче
34. Стары-Кшеск
35. Сверче
36. Тарче
37. Тхужев
38. Тхужев-Плевки
39. Тенчки
40. Весулка
41. Вулька-Каменна
42. Завады
43. Збучин
44. Зданы
45. Кийки
46. Корыта
47. Луги-Голаче

## Соседние гмины
1. Гмина Лукув
2. Гмина Мендзыжец-Подляски
3. Гмина Морды
4. Гмина Ольшанка
5. Гмина Седльце
6. Гмина Тшебешув
7. Гмина Виснев